# The Clare
The Clare (anciennement The Clare at Water Tower) est un gratte-ciel résidentiel de la ville de Chicago, dans l'État de l'Illinois aux États-Unis. Situé dans le secteur de Near North Side, juste au nord du secteur financier du Loop, l'immeuble mesure 179 mètres de haut pour 52 étages. L'immeuble a été conçu par la firme d'architectes Perkins+Will.

## Description
Jusqu'en novembre 2011, The Clare était détenue et exploitée par Franciscan Sisters, une organisation religieuse basée à Chicago qui gère des établissements de soins pour personnes âgées dans tout le Midwest. À l'époque, le bâtiment n'était occupé qu'à 34%. La propriété a été vendue dans une vente aux enchères de faillite à Senior Care Development, LLC, une société de soins aux personnes âgées basée à Harrison, dans l'État de New York. La propriété est gérée par Life Care Services.
De 2014 à 2016, l'occupation de The Clare est passée de 44% à 78% et a maintenant une liste d'attente pour les unités plus importantes. En 2016, The Clare a subi de vastes rénovations, y compris la transformation du Grand Lobby, l'ajout d'un Bistro Café au 9e étage, la reconversion du 53e étage en un restaurant appelé The Abbey on 53 et la mise à niveau de la disposition et du décor de la salle à manger Grafton.

## Galerie d'images

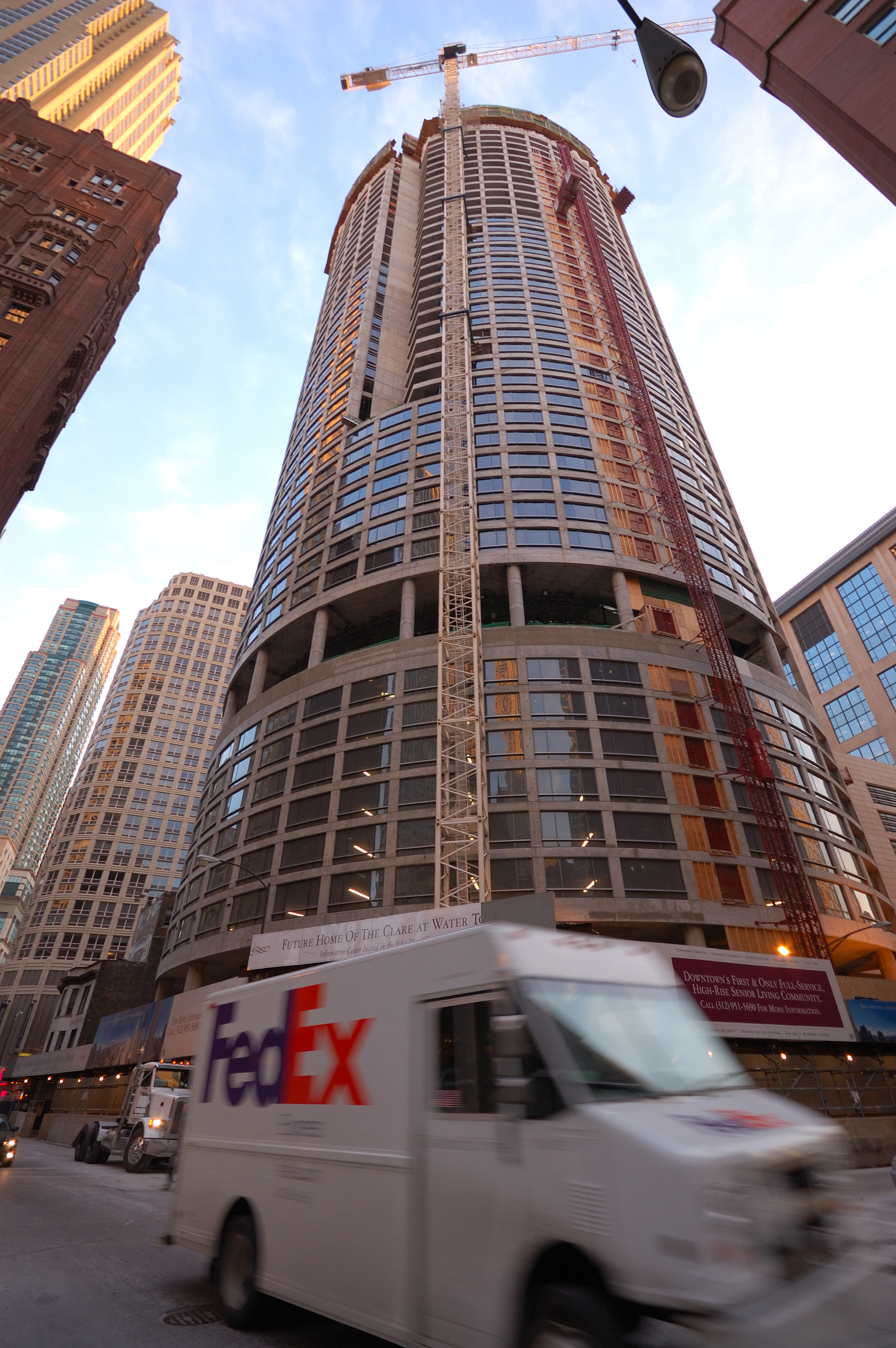
Le 16 janvier 2008
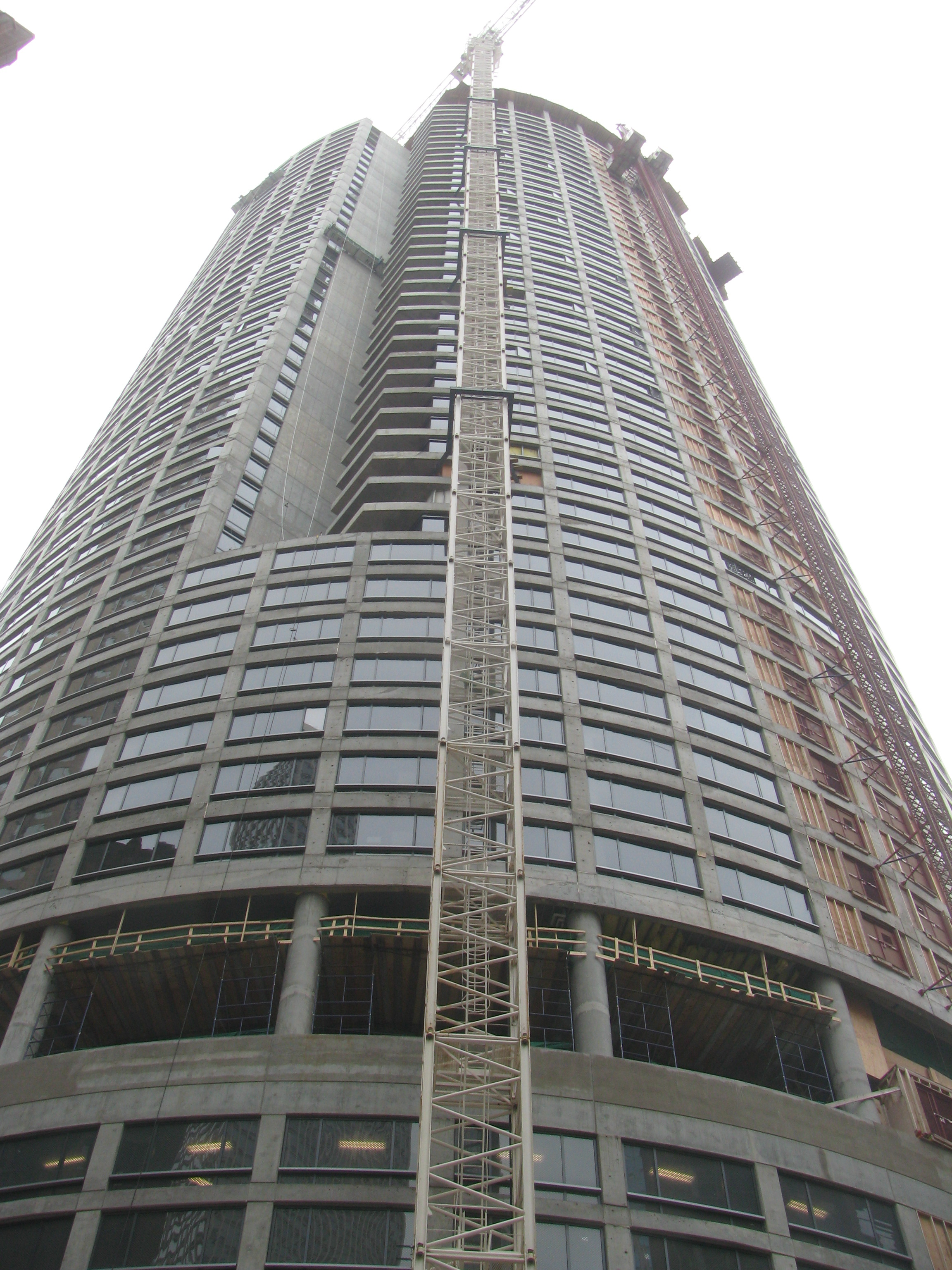
Le 14 mai 2008
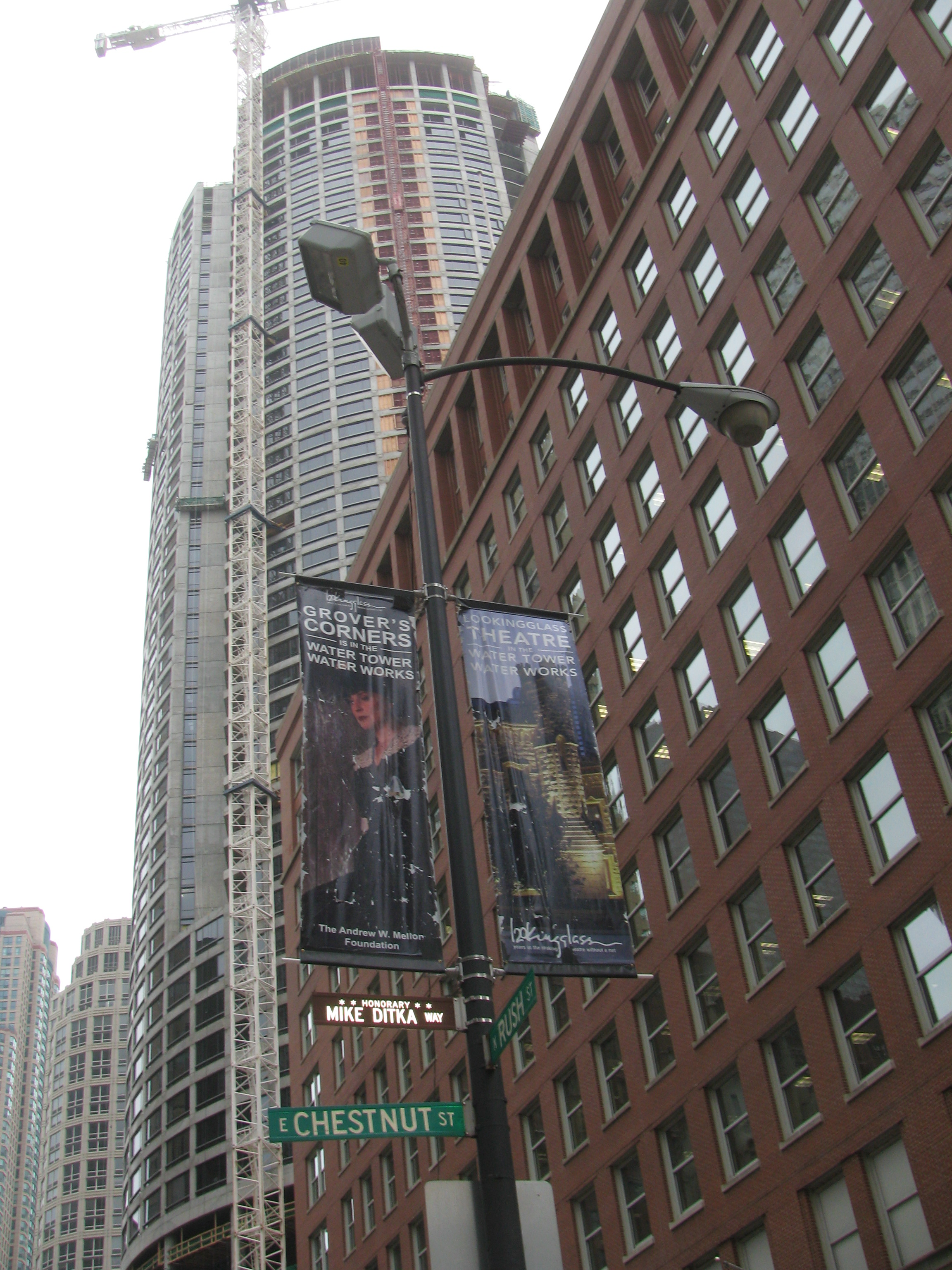
Fin mai 2008